# ZC Rubber
ZC Rubber (Hangzhou Zhongce Rubber Co., Ltd., 杭州中策橡膠T) è una azienda multinazionale cinese di pneumatici per auto, camion, motociclette, scooter, biciclette, trattori, quad e altri veicoli, fondata nel 1958.
È quotata alla Borsa di Shanghai: 603049 dal giugno 2025.
Nel 2011 era il decimo produttore di pneumatici al mondo, con vendite per un valore di 4,26 miliardi di dollari.
Dal 2023 è partner tecnico dell'Arsenal Football Club.

## I marchi

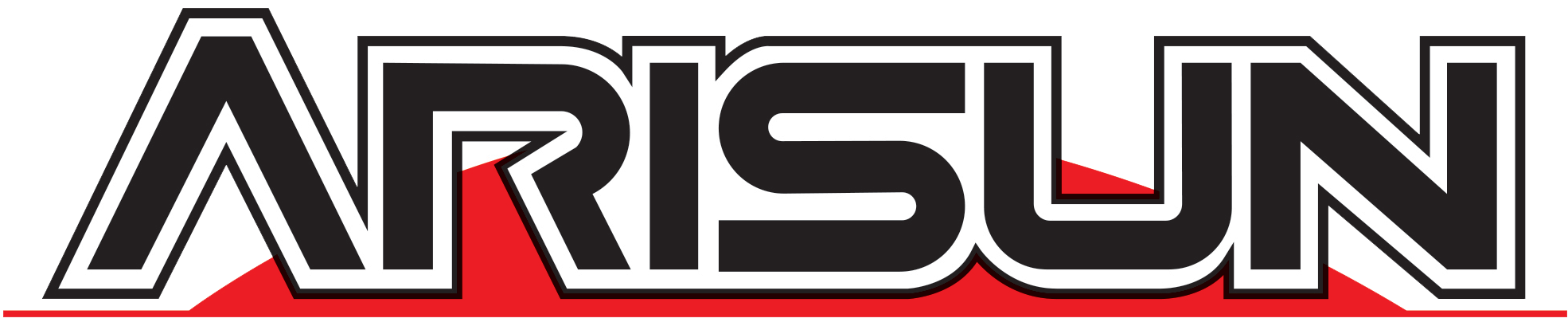
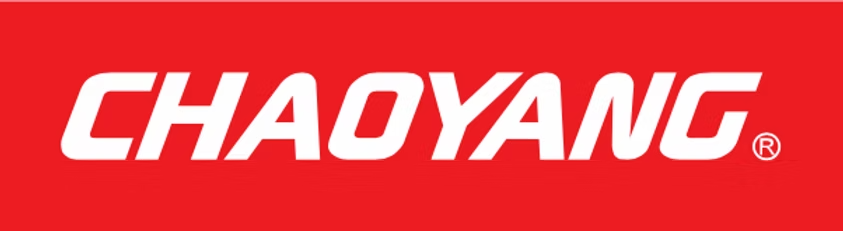
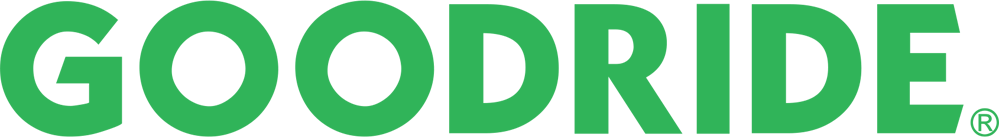
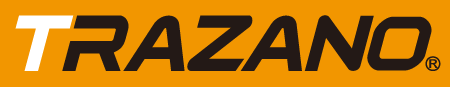
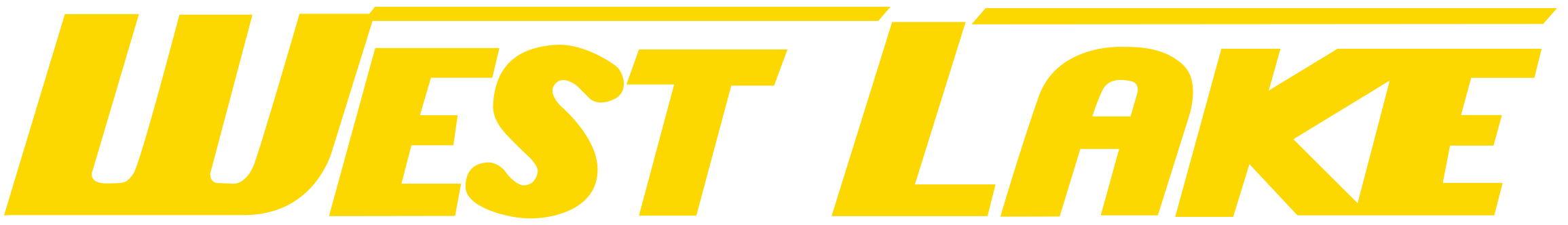

Chaoyang è stato il primo marchio di pneumatici di ZC Rubber, ed è il marchio di pneumatici più popolare in Cina.
Nel 1985 viene introdotto Tianli, marchio per l'agricoltura, la silvicoltura, l'edilizia e l'industria mineraria, il movimento terra e sabbia.
Westlake, nato nel 1995, è destinato principalmente al mercato internazionale e offre una vasta gamma di prodotti, tra cui pneumatici per veicoli commerciali leggeri, fuoristrada, mezzi agricoli.
Goodride, introdotto nel 1997, punta soprattutto sulla grande distribuzione.
Nel 2009 è stato introdotto il marchio Trazano, orientato a camion e veicoli commerciali.
Arisun, nato nel 2011, è un marchio progettato specificamente per il mercato nordamericano e sudamericano.